# سلاح المشاة الأردني
سلاح المشاة الأردني هو أحد تشكيلات الجيش العربي، تأسس عام 1921؛ حيث كان تحت اسم القوة السيارة. كما يُعدُّ أكثر الأسلحة مرونة وأسهلها تجهيزاً، كما أن لا علاقة بين قوات المشاة هذه وكتيبة استطلاع مشاة البحرية التي تتبع القوة البحرية الملكية الأردنية. وتُعد قوات المشاة الأردنية أقدم فئات الجيش الأردني وأكثرها مشاركة في الحروب.

## التأسيس والتطور
في 1921 تألفت النواة الأولى للمشاة في القوات المسلحة الأردنية من الذين قد خدموا سابقاً في الجيش العثماني وجيش الثورة العربية الكبرى وفي جيش المملكة السورية، والتي كانت تضم، إضافةً للمناطق الغربية والشمالية الشرقية من سورية، كلاً من فلسطين و ما يُعرف بالأقاليم السورية الشمالية ولبنان وأجزاء واسعة من الأردن (عدا المناطق الشرقية والجنوبية الشرقية والتي تشكل مساحتها أكثر من نصف الأردن). وقد كانت مهمة هذه النواة والتي سُميت باسمالقوة السيارة حفظ الأمن وقد بلغ عددها آنذاك 850 رجلاً من مختلف الرتب.
وفي 1930 ألف الجيش قوة صغيرة سُمّيت قوة البادية والتي تُعد نواة ما يُعرف اليوم بقوات البادية الملكية التي تتبع الأمن العام الأردني، وقد كانت مهمة هذه القوة المحافظة على الأمن ومنع الغزوات بين القبائل الأردنية في بعضها أو بين القبائل الأردنية والقبائل في الأقطار المجاورة. وقد استخدمت هذه القوة الهجن إلى جانب الآليات وأجهزة اللاسلكي.
وفي 1940 فُتح باب التجنيد، كما كان في العام ذاته بداية تشكيل أوائل كتائب المشاة. وفي 1941 شُكلت أول كتيبة مشاة، وبعد ذلك بعام، أي في 1942، شُكلت الكتيبتين الثانية والثالثة، وقد شُكل في ذات العام لواء المشاة الأول.
وفي 1945 كان عدد قوات الجيش الأردني 8000 جندي وضابط، معظمهم من المشاة، حيث كانوا منظمين في 16 سرية مستقلة (حاميات)، إضافةً إلى 2000 جندي وضابط يشكلون قوة الشرطة آنذاك.
وفي 1948، أثناء مُدد الهدنة شُكلت ست كتائب مشاة، وبهذا كانت قوات المشاة تتكون من فرقة مشاة مؤلفة من ثلاثة ألوية. وفي عام 1949، بلغ عدد القوات المسلحة الأردنية أكثر من 11,000 معظمهم من قوات المشاة. وقد شُكل عام 1956 لواء المشاة الرابع، وبعد ذلك شُكلت الجبهتين الغربية والشرقية عام 1962؛ حيث ضمت الجبهة الشرقية في صفوفها لوائي مشاة، بينما ضمت الغربية لواء مشاة آلي. كما تشكلت في 1965 خمس ألوية مشاة جديدة، وقد بلغ عدد الألوية عام 1967 عشرة ألوية، ثم نظمت قوات المشاة في النصف الثاني من ذات العام في فرقتين مشاة هما الفرقة الأولى والفرقة الثانية. وفي عام 1970 صدر قرار تشكيل فرق للمشاة، وفي 1977 تمت جحفلة الجيش الأردني مما ترتب عليه إعادة تنظيم المعدات الخاصة بقوات المشاة.

## الحروب والمعارك
شاركت قوات المشاة في كل الحروب التي خاضتها المملكة الأردنية الهاشمية؛ فمنذ عام 1941 شاركت قوات المشاة الأردنية في حملة العراق إثر ثورة رشيد عالي الكيلاني، وكذلك في الحملة على سورية وقت حكومة فيشي؛ حيث شنت هجوماً عبر الصحراء الشرقية فاستولت على بعض المناطق مثل سبع بيار والسخنة، كما أسرت عدداً من رجال الجيش الفرنسي التابعين لحكومة فيشي.
وفي فلسطين، شاركت قوات المشاة الأردنية في حرب 1948؛ حيث استطاعت أن تحافظ على مواقعها والتي تمثل الضفة الغربية، ولم تخسر أراضٍ عكس باقي الجيوش العربية. وفي حرب 1967 شاركت قوات المشاة وخسرت مع باقي الجيوش العربية كامل فلسطين.
وفي معركة الكرامة 1968، شاركت قوات المشاة في تحقيق أول نصر عربي على الجيش الإسرائيلي. كما أنّها شاركت في حرب الاستنزاف والتي تُعد معركة الكرامة جزءاً منها. كما أنها شاركت في ما يُعرف بأيلول الأسود ضد الجيش السوري وقوات ما يُعرف بمنظمة التحرير الفلسطينية.